# 喜久亭寿楽
喜久亭 寿楽（きくてい じゅらく）は落語の名跡。旧字体は喜久亭壽樂。
亭号は喜久亭、桂、桂治亭、東京庵、雷門など多岐にわたる。そのため、代数のカウントが全く一定しない。

## 代外
- 喜久亭→雷門寿楽 - 後の雷門志ん橋。
- （亭号不明）寿楽 - 後の2代目三笑亭可上。
- 東京庵寿楽 - 後の三升家勝ぐり。
- 喜久亭寿楽 - 本項にて記述。

喜久亭 寿楽（きくてい じゅらく、1867年3月 - 1909年12月7日）は、落語家。

### 経歴
- 八丁堀の指物師の倅で若い頃から天狗連の真打で「八丁堀の兄ィ」と呼ばれていたという。
- 明治10年代に2代目桂才賀の門で才三。
- 後に6代目桂文治の門で文遊。のちに萬治となる。
- 1888年頃に文團治ないし文團次（上方の桂文團治とはまったく別）となり、横浜を拠点に移す。
- 1895年に3代目春風亭柳枝の誘いで東京に戻り桂大和となり真打の列に加えられた。
- 1905年3月に喜久亭寿楽を襲名し芝の玉の井席で正式に真打披露を行なった。

### 人物
人情噺、落し噺を得意とした。客受けは今ひとつだったが楽屋での評価は高かったという。『文芸俱楽部』に大和時代の速記『をりづめ』が載っている。

## 初代
初代喜久亭 寿楽（生没年不詳）は、落語家。
初代三笑亭可楽の門で寿石から寿楽となった。弟子に2代目を譲り自身は両国で橋西詰で寄席を開いた。これが両国の寄席の元祖となっている。弟子には喜久亭寿暁がいる。本名:麁朶屋 粂次郎。

## 2代目
2代目 喜久亭 寿楽（生没年不詳） - 最初可楽の門で関万と言い、2代目？3代目？関三十郎の色声を使った。
その後初代の寿楽の門に移り2代目を譲られる。『東都噺者師弟系図』にも「二代目」として登場。

## 3代目
- 3代目 喜久亭（桂、桂治亭とも） 寿楽（生没年不詳） - 「文之助系図」によれば4代目桂文治の門人に文松から寿楽になった人物がいる。この辺りから番付にも名前が出てくる。

## 4代目
四代目 喜久亭 寿楽（1952年3月13日 - 2008年8月17日）は、落語家。本名∶大杉 正伸。神奈川県横浜市出身。なお、落語協会の資料では代数は明記されていない。出囃子は『菊寿の草摺』。
ライオンズクラブ会員であった。これは落語家として珍しい。地域でボランティア活動を日常的に行っていた。

### 来歴
桐蔭学園高中退後1969年4月12日七月代目立川談志に入門、前座名は談太。
1975年5月に二ツ目昇進、立川小談志となる。
1983年、落語協会真打昇進試験で同じ一門の立川談四樓と共に不合格になったことにより、一門ごと落語協会を脱退し落語立川流に加入。1984年12月、真打（立川流）昇進。1992年11月に立川流を脱退し落語協会に復帰。談志の元弟弟子・五代目鈴々舎馬風門下に移籍し喜久亭寿楽に改名。
2008年8月17日、肝硬変のため横浜市鶴見区矢向の自宅で死去。56歳没。

### 出演
- テレビ東京「ワイワイ軍団900」
- テレビ静岡「小談志のテレビでキャッチ」
- アール・エフ・ラジオ日本「小談志の人物スケッチ」